# 夜間滞泊
夜間滞泊 （やかんたいはく）は、鉄道車両の運用の途上で、その日の運用を終えてから翌日の運用までの夜間、所属の車両基地以外の場所に停泊させることである。夜間停泊 （やかんていはく）ともいわれる。
駅に留置する際は、京成電鉄や北総鉄道では駅留（えきどめ）、阪急電鉄や能勢電鉄では分散留置（ぶんさんりゅうち）と称することもある。

## 夜間滞泊の場所

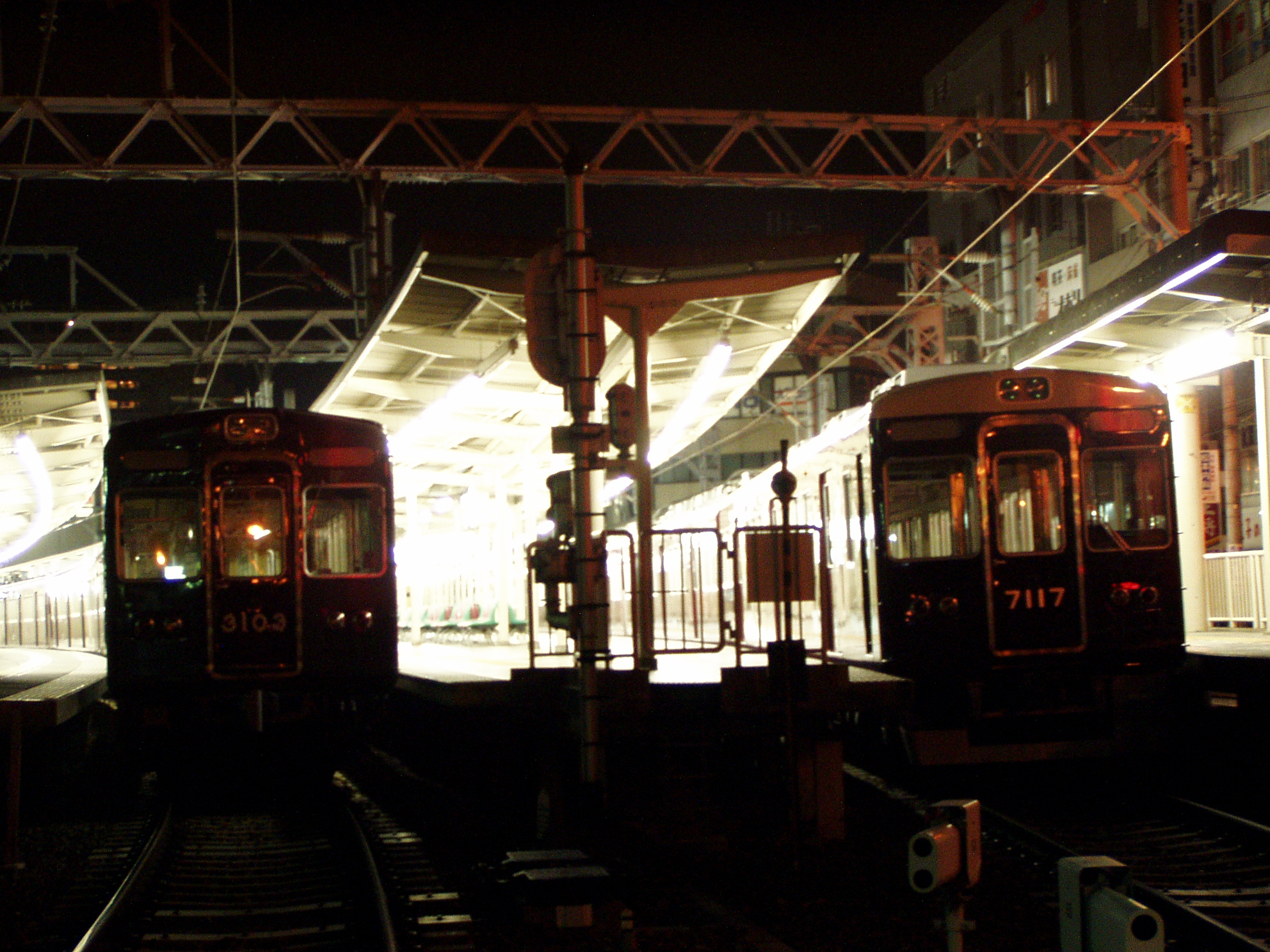
西宮北口駅に分散留置している阪急今津線の車両。車内の照明を消灯し、翌朝の運用に備えている。

基本的に、最終・始発列車の発着駅で行われ、構内の広い駅では留置線などの側線を使用する場合もある。また、車両基地所在駅では基地で滞泊することが多い。
構内の狭い駅や無人駅など、設備が整っていない駅が最終・始発の場合は、車両基地・留置線・乗務員宿泊所のある駅まで回送して留置されることがある。夜間滞泊の開始は深夜であることが多いが、運用によっては午前中でその日の運用が終わり、そのまま滞泊することもある。また、平日と土曜・休日ダイヤで滞泊する時間が異なる場合もある。
都市部の鉄道では午前の運用を終えて夕方まで休むことが多く、これは「留置」扱いとなる。
第三セクター鉄道は、車両基地のある駅を中心としてダイヤを組むことが多く、夜間滞泊も車両基地のある駅で行うことが多い。
他社線と直通運転を行っている鉄道事業者の場合、自社の駅や車両基地へ戻ってきて当日の運用を終了することが多いが、乗り入れ相手先の駅や車両基地で当日の運用を終了しそのまま夜間滞泊を行う場合もある。これを外泊運用という。

### その他の事例

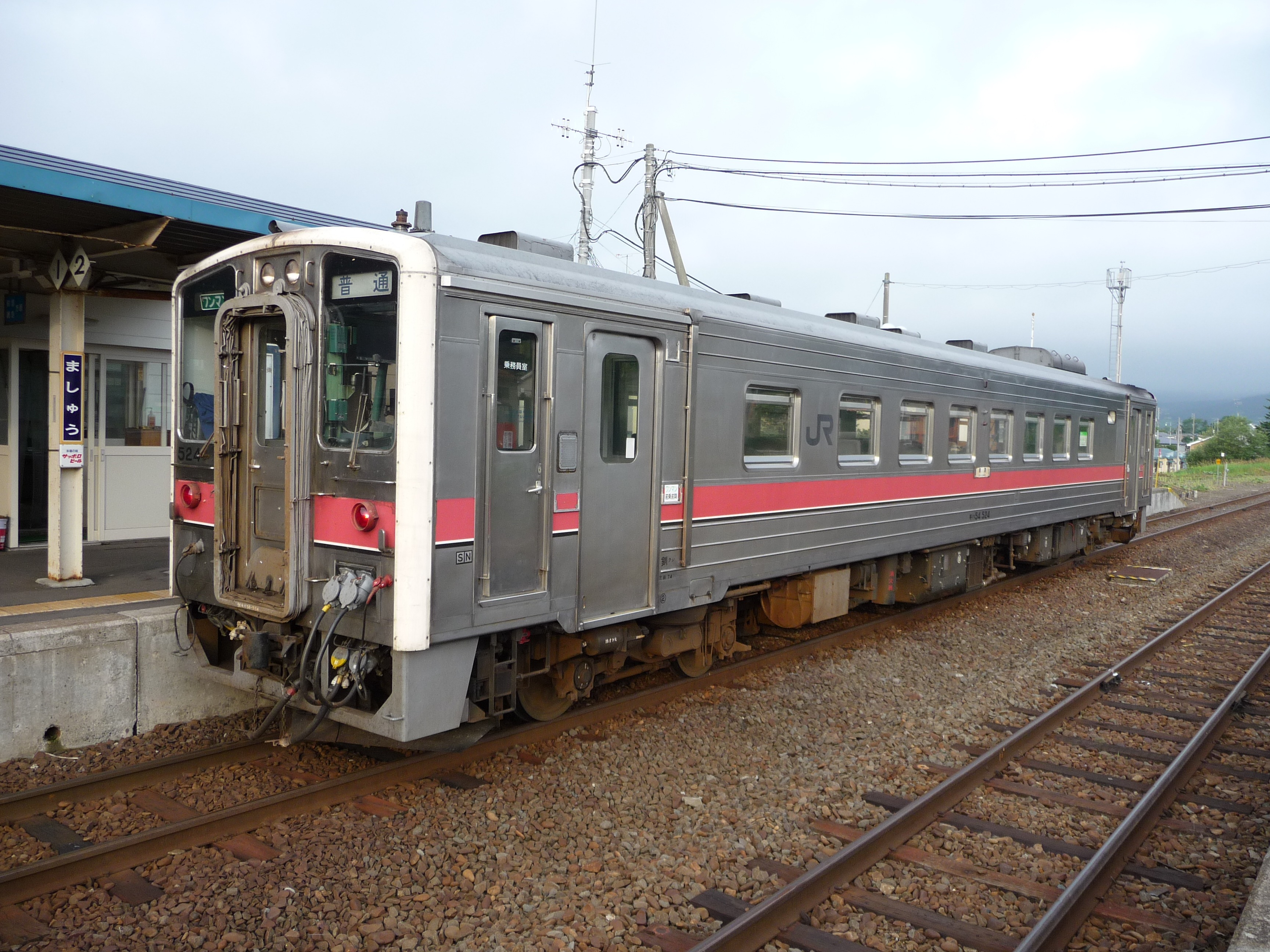
摩周駅で夜間滞泊後、早朝に川湯温泉まで回送されるキハ54形気動車。回送列車であるため、営業列車と停車位置が異なる。

北海道旅客鉄道（JR北海道）では、始発・最終列車の発着駅での滞泊は行わず、車両基地または夜間滞泊が可能な有人駅まで車両を回送している路線が多い。これは冬季の凍結などによる車両故障を防ぐための措置である。
- 函館本線では函館運輸所（函館駅）・森駅・長万部駅・倶知安駅・小樽駅・札幌運転所（手稲駅）・札幌駅・岩見沢駅・滝川駅・旭川駅にて滞泊の設定が組まれている。札幌駅ではそれぞれ発車するホームに留置し、当駅始発以外は翌朝に始発駅まで回送される。滝川駅は滝川滞泊所を設置している関係で、旭川駅高架工事の際は留置が許容限度を超えたために、深川駅や江部乙駅へ車両留置した例もある。その場合は近隣の宿泊施設に乗務員休憩を委託した。
- 札沼線（学園都市線）では、線内で夜間滞泊する駅はなく、電車は札幌駅で方向転換して札幌運転所まで回送される。かつての非電化区間の気動車は苗穂運転所まで回送していた。
- 留萌本線でも線内で夜間滞泊する駅はなく、深川駅・留萌駅を終着始発とする列車は函館本線・宗谷本線経由で旭川運転所まで回送されていた。
- 石北本線では上川駅を終着・始発とする場合は新旭川駅で方向転換し旭川運転所まで回送される。遠軽駅・北見駅・網走駅では駅で留置する。
- 根室本線では富良野駅・新得駅・帯広運転所・釧路運輸車両所・根室駅で車両滞泊が行われる。池田駅・浦幌駅発着は発着駅と帯広運転所の間を回送される。富良野駅では富良野線列車も滞泊が行われる。
- 釧網本線では、川湯温泉始発は摩周駅、緑始発は知床斜里駅で夜間滞泊し、それぞれの駅との間に回送列車が運転される。
- 宗谷本線では名寄運転所（名寄駅）で、名寄駅発着以外に音威子府駅を終着始発にする列車も滞泊している。幌延駅・稚内駅を終着始発とする場合は南稚内駅構内で夜間滞泊を行っている。

スタフ閉塞で運行している路線の場合、北条鉄道・信楽高原鐵道など、スタフの取り扱い駅で滞泊する路線が多い。ただし、旧くりはら田園鉄道の細倉マインパーク前駅などのように、運転士がスタフを保管しスタフの取扱いがない駅で滞泊する例外もある。
福井鉄道の神明駅では、2006年3月31日まで、毎日同じ車両が滞泊する運用があった（午前9時 - 翌朝7時50分）。
路面電車の場合は車両基地に戻る運用が多いが、福井鉄道の田原町駅やとさでん交通の後免町や蛍橋のように、車庫以外で夜間滞泊する場合もある。